# 平瀬信号場
平瀬信号場（ひらせしんごうじょう）は、長野県松本市大字島内平瀬にある、東日本旅客鉄道（JR東日本）篠ノ井線の信号場である。

## 歴史
- 1965年（昭和40年）9月27日：日本国有鉄道（国鉄）篠ノ井線の信号場として開設[1]。
- 1987年（昭和62年）4月1日：国鉄分割民営化により、JR東日本の信号場となる[1]。

## 構造
松本駅より田沢駅方向に約4.2kmにある2線の信号場。下り線（篠ノ井方面）のポイントは直線であるが、出発信号機は片方向にしかないため1線スルーではなく、上り線（塩尻方面）は60km/hの速度制限がかかる。

構内配線図（A:松本　B:田沢）

## 周辺
山際にあり、西側には田畑や奈良井川がある。
- 松本アルプス公園
- 国道254号
  - 松本トンネル
- 国道19号
- 国道147号
- 県道441号（あづみ野やまびこ自転車道）
- ラーラ松本
- 平瀬緑地
- 拾ヶ堰
- 奈良井川
- 梓川
- 梓川サービスエリア
  - 梓川スマートインターチェンジ

## 隣の駅
東日本旅客鉄道（JR東日本）
 篠ノ井線
松本駅 (SN 06) - 平瀬信号場 - 田沢駅 (SN 07)